# چکاوک آوازخوان و جهنده
چکاوک آوازخوان و جهنده یا دختر و شیر یا لیلی و شیر (آلمانی: Das singende springende Löweneckerchen) یک افسانه آلمانی است که توسط برادران گریم گردآوری شده‌است و در مجموعهٔ «قصه‌های کودکان و خانه» با شمارهٔ ۸۸ آمده است. این داستان در گروه رده‌بندی آرنه-تامپسون با شمارهٔ 425C و همچنین شامل عناصر نوع 425A قرار دارد.
این افسانه در کنار داستان‌هایی چون «دیو و دلبر» و «شرق خورشید و غرب ماه» یکی از نمونه‌های معروف گونهٔ «ازدواج با داماد حیوان‌نما» و «جستجوی شوهر گمشده» در ادبیات فولکلور اروپایی به‌شمار می‌رود.

## خلاصهٔ داستان
مردی دارای سه دختر است. هنگامی که قصد سفر دارد، از آن‌ها می‌پرسد که چه چیزی برایشان بیاورد. دختر بزرگ‌تر الماس می‌خواهد، دختر دوم مروارید، و دختر کوچک‌تر که عزیزترین دختر پدر است، تقاضای یک بلبل آوازخوان و جهنده (در برخی نسخه‌ها یک گل رز) می‌کند.
مرد در راه بازگشت الماس و مروارید را پیدا می‌کند، اما برای یافتن بلبل دچار مشکل می‌شود. تا اینکه بلبلی را روی درختی بلند می‌بیند و از خدمتکارش می‌خواهد آن را بگیرد. ناگهان شیری از پشت درخت بیرون می‌جهد و آن‌ها را تهدید به مرگ می‌کند، چرا که می‌خواهند بدون اجازه پرنده‌اش را بربایند. شیر قول می‌دهد اگر مرد در ازای نجات جانش، موجودی را که نخستین‌بار در بازگشت به خانه به استقبالش بیاید، به او بسپارد، هم بلبل را می‌گیرد و هم نجات می‌یابد.
مرد با نگرانی به خانه بازمی‌گردد و درست همان‌طور که ترسیده بود، دختر کوچک‌ترش نخستین کسی است که به استقبالش می‌آید. مرد موضوع را با اندوه تعریف می‌کند، اما دخترش او را دلداری می‌دهد و فردای آن روز به‌سوی قلعهٔ شیر روانه می‌شود.
در قلعه، او با شیرهایی روبه‌رو می‌شود که شب‌ها به انسان تبدیل می‌شوند. دختر با شیری که پدرش پرنده‌اش را گرفته بود ازدواج می‌کند و روزها در خواب، و شب‌ها در کنار او زندگی می‌کند.
با فرا رسیدن عروسی خواهر بزرگ‌تر، شیر پیشنهاد می‌دهد که او به جشن برود. دختر می‌رود و خانواده‌اش از دیدن او خوشحال می‌شوند. بعدها با عروسی خواهر دوم، دختر اصرار دارد که این‌بار شوهر و فرزندشان نیز با او بیایند. شیر هشدار می‌دهد که اگر بر او نور شمع بیفتد، به مدت هفت سال به کبوتر تبدیل می‌شود. اتاقی خاص ساخته می‌شود تا از نور در امان باشد، اما چون در از چوب سبز ساخته شده، ترک می‌خورد و نور از آن عبور می‌کند. شیر به کبوتر تبدیل می‌شود و پرواز می‌کند.
پیش از رفتن، او به همسرش می‌گوید که در هر هفت قدم، قطره‌ای خون و یک پر از خود بر جای خواهد گذاشت، و بدین‌گونه شاید بتواند او را پیدا کند.

دختر به دنبال کبوتر می‌رود و تا نزدیکی پایان هفت سال، با همین نشانه‌ها مسیر را می‌یابد. اما ناگهان پرها و قطره‌های خون دیگر دیده نمی‌شوند. او از خورشید، ماه و باد شب می‌پرسد که کبوتر کجاست. خورشید و ماه نمی‌دانند، ولی به او یک جعبه و یک تخم‌مرغ جادویی می‌دهند. باد شب می‌گوید که کبوتر دوباره به شیر تبدیل شده و در کنار دریای سرخ در حال نبرد با اژدهایی است که خود شاهدختی افسون‌شده است.
باد شب به دختر توصیه می‌کند که با نی جادویی که در کنار دریا رشد کرده، به هر دو ضربه بزند تا هر دو به حالت اصلی بازگردند و شیر پیروز شود. دختر موفق می‌شود، اما شاهدخت نیز آزاد می‌شود و با نیرنگ، شیر را بر پشت شیردال (مرغ‌اژدهایی افسانه‌ای) سوار کرده و با خود می‌برد.
دختر به دنبال آن‌ها می‌رود و به قلعه‌ای می‌رسد که در آن عروسی شیر و شاهدخت در حال تدارک است. او جعبهٔ جادویی را باز می‌کند و پیراهنی باشکوه در آن می‌یابد. شاهدخت آن را می‌بیند و می‌خواهد آن را برای شب عروسی‌اش بخرد. دختر در ازای آن تقاضا می‌کند که یک شب در اتاق خواب شیر بماند. اما شاهدخت به شیر نوشیدنی خواب‌آور می‌دهد و او دختر را نمی‌شناسد.
شب دوم، دختر تخم‌مرغ را باز می‌کند، و از آن مرغی با دوازده جوجهٔ طلایی بیرون می‌آید. شاهدخت نیز آن‌ها را می‌خواهد و به همان قیمت قبلی با دختر معامله می‌کند. این بار نوکر شیر به او می‌گوید که شب گذشته کسی آمده و حرف‌هایی زده. شیر مشکوک می‌شود و نوشیدنی خواب‌آور نمی‌نوشد. او همسر واقعی‌اش را می‌شناسد و با هم بر پشت گریفین فرار کرده و به خانه نزد فرزندشان بازمی‌گردند.

## تحلیل داستان
در این افسانه، شخصیت زن برخلاف بسیاری از افسانه‌های مشابه، نقشی فعال و قهرمان‌گونه دارد. او نه تنها قربانی تقدیر نمی‌شود، بلکه خود برای نجات همسرش وارد عمل می‌شود و خطرات را یکی پس از دیگری پشت سر می‌گذارد. این در تضاد با داستان‌هایی چون «شرق خورشید و غرب ماه» است، که در آن دختر از روی بی‌توجهی باعث مصیبت می‌شود، اما در اینجا از ابتدا با شجاعت و مسئولیت‌پذیری پا پیش می‌گذارد.
افسانه همچنین نمادهای زیادی از ناخودآگاه جمعی دارد: شیر که نماد قدرت و حیوانیت است؛ کبوتر که استعاره‌ای از روح و پاکی است؛ اژدها که نمایندهٔ نیروهای منفی یا تمنیات مهارنشده است؛ و هدیه‌هایی چون تخم‌مرغ و جعبه که نماد تحول هستند.

## شباهت با دیگر افسانه‌ها
- «دیو و دلبر» – داماد حیوان‌نما و عشق دختر به ظاهر فراتر از ظاهر
- «شرق خورشید و غرب ماه» – تابوشکنی، تبدیل شوهر و جستجوی طولانی
- «پادشاه قوها»، «دختر بی‌دست»، «شاهزاده قورباغه» – ازدواج با دامادی جادوشده
- «دوازده برادر»، «شش قو»، «سه شاهزادهٔ سیاه‌پوش» – جستجو و رهایی
- «خرس طلایی» (افسانه‌های نروژی) – جداشدن عاشقان و بازگشت پس از تلاش‌های دشوار

## اقتباس‌ها

### ادبیات
- پاتریشیا مک‌کیلیپ بازنویسی‌ای از این افسانه به نام «شیر و بلبل» منتشر کرده‌است.
- داستان به صورت کتاب تصویری با عنوان «دختر و شیر» نیز بازگو شده‌است.
- «بلبل آوازخوان و جهنده» در وب‌کمیک معروف Erstwhile نیز تصویرسازی شده‌است.

### بازی رایانه‌ای
- کمپانی بیگ فیش گیمز نسخه‌ای تعاملی از این افسانه را در بازی اشیاء پنهان «Queen’s Tales: The Beast and the Nightingale» عرضه کرده‌است.

### موسیقی و تئاتر
- نسخه‌ای موزیکال از داستان توسط دیتر اشتگمان و الکساندر برمانگه در جشنوارهٔ برادران گریم در هاناو آلمان، سال ۲۰۰۴ به نمایش درآمد.